# Centralne Biuro Żydowskie
Centralne Biuro Żydowskie – autonomiczna sekcja wewnątrz Komunistycznej Partii Robotniczej Polski grupująca członków pochodzenia żydowskiego.
CBŻ powstała krótko po włączeniu struktur Kombundu do partii komunistycznej w 1923 roku. Rolą Biura była mobilizacja poparcie dla partii komunistycznej wśród społeczności żydowskiej, choć nie wszyscy żydowscy członkowie KPP byli też członkami CBŻ. Zasymilowani żydowscy komuniści byli aktywni w głównej organizacji partii.